# مرينال ثاكور
مرينال ثاكور (بالإنجليزية: Mrunal Thakur) هي ممثلة سينمائية و تلفزيونية هندية تظهر بشكل أساسي في الأفلام الهندية والماراثية. كان ظهورها المبكر على الشاشة يقوم ببطولته في المسلسل التلفزيوني مكانك في القلب هو القلب كله (Kumkum Bhagya) (2014-2016) والفيلم الدرامي Love Sonia (2018). في عام 2019 ، ظهرت مرينال في دراما السيرة الذاتية Super 30 وفيلم الإثارة Batla House.

## وصلات خارجية
- مرينال ثاكور على موقع IMDb (الإنجليزية)
- مرينال ثاكور على موقع ميوزك برينز (الإنجليزية)
- مرينال ثاكور على موقع قاعدة بيانات الفيلم (الإنجليزية)